# Джерини, Клаудия
Клаудия Джерини (итал. Claudia Gerini; 18 декабря 1971, Рим) — итальянская актриса и певица.

## Биография
В 1985 году, в возрасте 13 лет она выиграла конкурс красоты Miss Teenager (Мисс Подросток), в жюри которого был Джанни Бонкомпаньи. В 1991 году дебютировала на телевидении в телепрограмме «Это не RAI», чему способствовал тот же Бонкомпаньи. Затем с успехом дебютировала в кино: фильмы, которые принесли ей широкую популярность: «Медовый месяц» (1995) и «Я теряю голову от Ирис Блонд». Режиссёром обеих картин был Карло Вердоне.
Снялась в фильмах «Фейерверк» (1997), «Люди с недостатками» (1999), «Страсти Христовы» (2004), «Не уходи» (2004) и «Земля» (2006). В 2003 вместе с Пиппо Баудо и Сереной Аутьери была ведущей 53-го фестиваля в Сан-Ремо. В мае 2006 года снялась в главной роли в шестисерийном сериале «48 часов», который показывал Canal 5; затем работала с Джузеппе Торнаторе над фильмом «Незнакомка» (2006), сыграла главную роль в картине «Nero bifamiliare» (2007), ставшей режиссёрским дебютом Федерико Цампальоне. В том же году была ведущей 2-го концерта в честь 1 мая на площади св. Иоанна в Риме.
С 2008 года снова сотрудничает с Карло Вердоне, снимается в фильме «Большой, серый и… Вердоне». В 2009 году, ожидая рождения второго ребёнка, параллельно с актёрской деятельностью начинает карьеру певицы, выпускает свой первый альбом Like Never Before. В том же году вместе с Клаудио Бальони записала песню «Впервые», вошедшую в его последний альбом «Q. P. G. A.»
В 2012 году снялась в фильме «Тульпа» Федерико Цампальоне в роли Лизы. В 2013 году вместе с Клаудио Бизио, Диего Абантуоно, Ангелой Финокьяро, Раулем Бова и Кристиной Капотонди снялась в фильме «Угадай, кто придёт на Рождество?» Фаусто Брици. В 2014 году вместе с Марко Джаллини, Витторией Пуччини, Анной Фольетою и Алессандро Гассманном — в фильме «Во всем виноват Фрейд» Паоло Дженовезе. Джерини озвучивала персонаж Мэдисон Пейдж в игре Heavy Rain, Марину — в мультфильме «Синдбад — легенда семи морей» и Барби в «История игрушек: Большой побег».
Джерини является матерью двоих детей: Розы (р. 22 мая 2004), от бывшего мужа Алессандро Энджиноли, финансового директора, и Лизы (р. 28 сентября 2009) от Федерико Дзампальоне, лидера группы Tiromancino. Регулярно занимается тхэквондо и обладает чёрным поясом итальянской федерации этого вида спорта.

## Фильмография
- Roba da ricchi, режиссёр Серджо Корбуччи (1987)
- Ciao ma'…, режиссёр Джандоменико Кури (1988)
- Ночной клуб/Night club, режиссёр Серджо Корбуччи (1989)
- Gioco perverso, режиссёр Итало Москати (1991)
- Favola crudele, режиссёр Роберто Леони (1992)
- L’Atlantide, режиссёр Боб Свейм (1992)
- Padre e figlio, режиссёр Паскаль Позесер (1994)
- L’anno prossimo vado a letto alle dieci, режиссёр Анджело Орландо (1995)
- Viaggi di nozze, режиссёр Карло Вердоне (1995)
- Sono pazzo di Iris Blond, режиссёр Карло Вердоне (1996)
- Escoriandoli, режиссёр Антонио Рецца (1996)
- Fuochi d’artificio, режиссёр Леонардо Пьераччони (1997)
- Sotto la luna, режиссёр Франко Бернини (1998)
- Lucignolo, режиссёр Массимо Чекерини (1999)
- La vespa e la regina, режиссёр Антонелло Ди Лео (1999)
- Tutti gli uomini del deficiente, режиссёр Паоло Костелла (1999)
- Il gioco, режиссёр Клаудия Флорио (1999)
- Amarsi può darsi, режиссёр Альберто Таральйо (2001)
- HS Hors Service, режиссёр Жан-Поль Лилифельд (2001)
- Off Key, режиссёр Мануель Гомес (2001)
- La playa de los galgos, режиссёр Кармело Гомес (2002)
- Sinbad — La leggenda dei sette mari режиссёр Тим Джонсон (2003)
- Al cuore si comanda, режиссёр Джованни Морриконе (2003)
- Sotto il sole della Toscana, режиссёр Одри Веллс (2003)
- Страсти Христовы, режиссёр Мел Гибсон (2004)
- Не уходи / Non ti muovere, режиссёр Серджо Кастеллитто (2004)
- Guardiani delle nuvole, режиссёр Лучіано Одорісіо (2004)
- La terra, режиссёр Серджо Рубини (2006)
- Viaggio segreto, режиссёр Роберто Андо (2006)
- Незнакомка, режиссёр Джузеппе Торнаторе (2006)
- Nero bifamiliare, режиссёр Федерико Цампальоне (2007)
- Grande, grosso e Verdone, режиссёр Карло Вердоне (2008)
- Aspettando il sole, режиссёр Аго Панини (2008)
- Ex, режиссёр Фаусто Брицци (2009)
- Не такой, как… кто?, режиссёр Умберто Картени (2009)
- Meno male che ci sei, режиссёр Луи Прито (2009)
- Toy Story 3 — La grande fuga, режиссёр Ли Ункрих (2010)
- Il mio domani, режиссёр Марина Спада (2011)
- Легенда о Каспаре Хаузере, режиссёр Давид Манули (2012)
- Com'è bello far l’amore, режиссёр Фаусто Брицци (2012)
- Reality, режиссёр Маттео Гарроне (2012)
- Il comandante e la cicogna, режиссёр Сильвио Сольдини (2012)
- Una famiglia perfetta, режиссёр Паоло Дженовезе (2012)
- Amiche da morire, режиссёр Джорджия Фарина (2013)
- Tulpa — Perdizioni mortali, режиссёр Федерико Цампальоне (2013)
- Угадай, кто придёт на Рождество?, режиссёр Фаусто Брицци (2013)
- Tutta colpa di Freud, режиссёр Паоло Дженовезе (2014)
- Мне необходимо быть вместе с тобой, режиссёр Тонино Дзангарди (2015)
- Джон Уик 2 (2017)
- Любовь и пуля (2017)
- Ядовитая роза (2019)
- Срок времени